# Klaipėda-Marathon
Klaipėda-Marathon ist ein seit 2016 stattfindender Marathon in der litauischen drittgrößten Stadt und Hafenstadt Klaipėda an der Ostsee. Die Stadtgemeinde Klaipėda ist der Hauptsponsor und Namensgeber. Der Organisator it die Anstalt VšĮ „Ponas maratonas“. Man kann zwischen Marathon, Halbmarathon, einer 10-km-Distanz, einer 5-km-Distanz und 0,5-km-Kinderlauf wählen. Die Strecken sind im Stadtteil Smiltynė im Nationalpark Kurische Nehrung, wo sich Litauisches Meeresmuseum mit einem Delfinarium befinden. 2018 gab es 400 Teilnehmer, darunter auch Soldaten der baltischen NATO-Mission aus Portugal und anderen Staaten. Der älteste Marathonläufer war Petras Silkinas mit 77 Jahren.